# Cane (Fernsehserie)
Cane (englisch für Rohr, angelehnt an das Wort Sugarcane = Zuckerrohr, entwickelt unter dem Titel Los Duques) ist eine US-amerikanische Drama-Fernsehserie, die am 25. September 2007 ihre Premiere beim Sender CBS feierte. Die Serie wurde von Cynthia Cidre erdacht, welche später die Fortsetzung der ähnlich gelagerten Serie Dallas verantwortete.
Mit ihrer Pilotfolge schaffte die Serie eine der seinerzeit stärksten Einschaltquoten der Sendergeschichte. Doch später sanken sich die Quoten so stark, dass der ausstrahlende Sender beschloss, die Serie nach 13 Folgen nicht fortzusetzen. Zu einer deutschsprachigen Ausstrahlung kam es bisher nicht.

## Inhalt
Die Serie dreht sich um die kubanoamerikanische Familie Duque, welche in der Rum- und Zucker-Produktion tätig ist. Als Familienpatriarch Pancho Duque ein lukratives, aber fragwürdiges Angebot von seinen erbitterten Gegnern, den Samuels, vorgelegt bekommt, steht er vor einer schwierigen Wahl: Soll er aus dem Zuckergeschäft aussteigen und sich ausschließlich auf die Produktion von Rum konzentrieren, und es so seinem leiblichen Sohn Frank recht machen, oder sollte er das Familienerbe schützen und so seinem im Familiengeschäft tätigen Schwiegersohn Alex Vega in die Karten spielen, welcher die Samuels verachtet und stattdessen mehrere Milliarden Dollar Gewinne aus zukünftigen Verträgen im Ethanol-Verkauf sieht?

## Figuren
- Jimmy Smits als Alex Vega, der Erbe des Familienimperiums
- Hector Elizondo als Pancho Duque, der Familienpatriarch
- Nestor Carbonell als Frank Duque, der impulsive Erstgeborene der Duques
- Rita Moreno als Matriarchin Amalia Duque
- Paola Turbay als Isabel Duque Vega, Alex’ Ehefrau, Tochter der Duques, und Mutter seiner drei Kinder
- Eddie Matos als Henry Duque, der jüngste der drei Duque-Geschwister
- Michael Trevino als Jaime Vega, Sohn von Alex und Isabel
- Lina Esco als Katie Vega, Tochter Alex’ und Isabels
- Samuel Carman als Artie Vega, das jüngste Kind von Alex und Isabel
- Alona Tal als Rebecca King Vega, Jaimes Ehefrau
- Polly Walker als Ellis Samuels
- Ken Howard als Joe Samuels

## Internationale Ausstrahlungen
| Land                   | Sender                    |
| ---------------------- | ------------------------- |
| Australien             | Network Ten               |
| Neuseeland             | TV3                       |
| Brasilien              | Warner Channel            |
| Mexiko                 | Warner Channel, Azteca 7  |
| Kanada                 | Global                    |
| Kroatien               | HRT                       |
| Ungarn                 | TV2                       |
| Finnland               | Nelonen                   |
| Litauen                | TV3                       |
| Lettland               | Fox Life                  |
| Norwegen               | TV 2                      |
| Polen                  | POLSAT, Universal Channel |
| Portugal               | Fox Life, RTP1            |
| Estland                | Fox Life                  |
| Südamerika             | Warner Channel            |
| Vereinigtes Königreich | ITV3                      |
| Island                 | Skjár 1                   |
| Puerto Rico            | Telemundo                 |
| Slowenien              | Pop TV                    |
| Dänemark               | TV2                       |
| Frankreich             | Serie Club                |
| Belgien                | RTL TVI                   |
| Irland                 | RTE 2                     |
| Südafrika              | SABC 3                    |
| Schweiz                | TSR 1                     |